# Santa María Huiramangaro
Santa María Huiramangaro är en ort i Mexiko.   Den ligger i kommunen Pátzcuaro och delstaten Michoacán de Ocampo, i den södra delen av landet, 280 km väster om huvudstaden Mexico City. Santa María Huiramangaro ligger 2 259 meter över havet och antalet invånare är 2 590.
Terrängen runt Santa María Huiramangaro är kuperad, och sluttar österut. Runt Santa María Huiramangaro är det ganska tätbefolkat, med 111 invånare per kvadratkilometer. Närmaste större samhälle är Pátzcuaro, 16,4 km öster om Santa María Huiramangaro. I omgivningarna runt Santa María Huiramangaro växer huvudsakligen savannskog.